# I. e. 284
Évszázadok: i. e. 4. század – i. e. 3. század – i. e. 2. század
Évtizedek: i. e. 330-as évek – i. e. 320-as évek – i. e. 310-es évek – i. e. 300-as évek – i. e. 290-es évek – i. e. 280-as évek – i. e. 270-es évek – i. e. 260-as évek – i. e. 250-es évek – i. e. 240-es évek – i. e. 230-as évek
Évek: i. e. 289 – i. e. 288 – i. e. 287 – i. e. 286 –  i. e. 285 – i. e. 284 – i. e. 283 – i. e. 282 – i. e. 281 – i. e. 280 – i. e. 279

## Események

### Hellenisztikus birodalmak
- Lüszimakhosz felesége, Arszinoé a saját fiainak akarja biztosítani a trónt, ezért fivére, Ptolemaiosz Keraunosz segítségével bevádolja Lüszimakhosz elsőszülött fiát, Agathoklészt, hogy összeesküdött Szeleukosszal apja meggyilkolására. Agathoklészt kivégzik, ami általános felháborodást kelt, több kis-ázsiai város fellázad Lüszimakhosz ellen, barátai pedig elfordulnak tőle.
- Agathoklész özvegye, Lüszandra gyerekeivel és sógorával Szeleukhoszhoz menekül, aki csapataival benyomul Lüszimakhosz birodalmába.

### Róma
- Caius Servilius Tuccát és Lucius Caecilius Metellus Dentert választják consulnak.
- A gall szenonok átkelnek az Appennineken és ostrom alá veszik Arretiumot. L. Caecilius vonul ellenük, de az arretiumi csatában a rómaiak vereséget szenvednek és a consul is elesik. Helyére Manlius Curius Dentatust választják, aki csatát nyer a szenonok ellen.

### Kína
- A szövetséges államok döntő vereséget mérnek Csi államra, megsemmisítik haderejét, majd kettő kivételével feldúlják, kirabolják városait.

## Fordítás
- Ez a szócikk részben vagy egészben  a(z)   284 BC című angol Wikipédia-szócikk ezen változatának fordításán alapul.  Az eredeti cikk szerkesztőit annak laptörténete sorolja fel. Ez a jelzés csupán a megfogalmazás eredetét és a szerzői jogokat jelzi, nem szolgál a cikkben szereplő információk forrásmegjelöléseként.